# Mariú
Mariú es una telenovela venezolana producida y transmitida por RCTV entre los años 1999 y 2000.
Está protagonizada por Daniela Alvarado y Carlos Montilla y con las participaciones antagónicas de Dora Mazzone, Desideria D'Caro, Herminia Martínez , Estefanía López y Jorge Palacios, y con la participación de Sonya Smith.
Es una adaptación que Julio César Mármol hizo de su éxito La mujer sin rostro que realizará Venezolana de Televisión en 1984, la cual, a su vez, era una libre adaptación que el dramaturgo hizo del clásico francés del siglo XIX Los Miserables de Víctor Hugo.

## Sinopsis
María Eugenia Sampedro, conocida en su comunidad como Mariú, es una jovencita de apenas 19 años de edad, que vive en un barrio humilde de Caracas. Sus penurias por la falta de dinero son más graves cada vez que a su madre, Piedad Sampedro, padece una crisis asmática. Mariú es cortejada por Heriberto Bracho, un hombre básico, ignorante, aunque de buenas intenciones, pero nunca las pone en práctica, por ejemplo, estar al pendiente de su hijo Juan de Dios Morales, quien es constantemente matratado por su madre y esposa de Heriberto, Tibizaida Morales, otra ignorante y bruta. Este niño es la adoración de Mariú. De apenas 9 años, le mueve las fibras maternales y hace de todo para salvarle de las manos crueles de su madre y la indiferencia de su padre.
Piedad ha sido despedida de su empleo como sirvienta en la casa de un prestigioso juez por supuestamente robar dinero, y Mariú, al saberlo va a hacerle un escándalo. Mariú deja en evidencia que el ladrón es el propio hijo del juez, quien usa el dinero robado para comprar droga. Luego ambas se retiran de la casa y regresan al barrio; allí Piedad sufre una crisis asmática y sin dinero para sus medicinas, Heriberto junto con Wilmer deciden hacerse cargo a su modo: asaltando una farmacia. Mariú sospecha de la manera como Heriberto quiere ayudarla y sale a buscarlo. Al llegar cerca del lugar escucha una balacera en las inmediaciones de la farmacia: Heriberto y Wilmer se enfrentan a tiros con varios funcionarios de la Policía Nacional. Heriberto se acerca a Mariú y le entrega la bolsa con la medicina y Wilmer le entrega el arma. Con la pistola en mano, Mariú es vista en la lejanía por los oficiales, entre ellos el Comisario Emiliano Gálvez Escorza, cuya esposa, Coralia Lozada de Gálvez, resultó muerta en el enfrentamiento.
Mariú regresa a su casa y varios de sus amigos y hermanos le dicen que tiene que huir porque los policías están rodeando la zona. Mariú escapa por la ventana de su cuarto pues justo en ese momento Emiliano y otros oficiales entraron a la casa. Ahí encontraron el arma con la que vieron a Mariú y la tomaron como prueba del delito. A través de las huellas dactilares determinaron la participación de Wilmer, el cual fue encarcelado, Heriberto defendió a Mariú, más Emiliano, cegado por la rabia y el rencor por la muerte de su esposa, no creyó absolutamente nada. Buscaron los datos de Mariú en los registro de Identificación y lo único que encontraron fue la fotografía de una jovencita de 9 años de edad que sacaba su cédula por primera vez y que aún no había renovado su documentación cuyo nombre real es María Cristina Vicario, el cual cambia por María Eugenia Valdivieso.
En su huida, Mariú se lleva consigo a Juan de Dios, quien escapa de los maltratos de su madre; ambos salen de Caracas sin un rumbo fijo, lo único que saben con certeza es que deben escapar de la furia de unos policías por un crimen que ella no cometió.

## Elenco
- Daniela Alvarado - María Eugenia Sampedro "Mariú" / María Cristina Vicario
- Carlos Montilla - Emiliano Gálvez Escorza
- Sonya Smith - Coralia Lozada de Gálvez
- Crisol Carabal - Amada Gálvez Escorza
- Dora Mazzone - Tibizaida Morales
- Henry Soto - Heriberto Bracho
- Iván Tamayo - Padre Justino Mata
- Verónica Ortiz - Aurora Gálvez Escorza
- Desideria D'Caro - Ámbar Sanayo.
- Carlos Villamizar - Alejandro Gálvez
- Dalila Colombo - Piedad Sampedro
- Manuel Salazar - Jeremías Hidalgo
- Francis Rueda - Grecia Buenaventura de Lozada
- Jorge Palacios - Cornelio Lozada
- Martín Lantigua - Benigno Garcisilva
- Albi De Abreu - Marco Tulio Cárdenas
- Estefanía López - Andreína Reyes
- Carlos Guillermo Haydon - Romerito
- Francis Romero - Romelia Bernal '
- Juan Carlos García Pajero - David Marcano
- Winston Vallenilla - Dr. Leonardo Izaguirre
- Yamilé Yordi - Cinthia (joven)
- Pedro - Juan de Dios Morales (joven)
- Juan Carlos Alarcón - Alfredo Jose Vicario #1
- Nacho Huett - Alfredo Jose Vicario #2
- Samuel González - Roberto
- Herminia Martínez + - Ana Mercedes Escorza
- Sandy Olivares - Carlos
- María Elena Pereira - Mileidy
- Mónica Pasqualotto - Lidia Antonia Buenaventura
- Iván Romero - Wilmer Landaeta
- Dilia Waikkarán - Reina Auxiliadora Urdaneta
- Leopoldo Regnault - Lázaro Reyes
- Eduardo Gadea Pérez - Anselmo Vicario
- Freddy Galavís + - Avelino Navas
- Humberto García Brandt - Celso Sierra
- Rosario Prieto - Albertina Navarrete
- Alberto Rowinsky - Dr. Isaac Gálvez
- Aura Rivas - Sagrario Navas
- Carlos Herrera - Santiago
- Patricia Noguera - Hirpina
- José Uzcátegui - Emilio (niño)
- Bárbara Dahal - Cinthia (niña)
- Luis Manuel Mendes - Juan de Dios Morales (niño)
- Leonardo Villalobos - Pablo Sonzón
- Marcelo Cezán - Él mismo
- Víctor Rosa-Branco
- Cristina Olivares
- Freddy Salazar + - Monseñor
- Araceli Prieto
- Jesús Cervó
- María Antonieta Ardila  - Nuria
- Jorge Canelón
- Edgar Gómez
- Enrique Izquierdo - Demetrio
- Ricardo Malfatti - Apolinar
- José Luis Montero - Hermágoras Montiel

## Producción
- Titular de Derechos Autor de la obra original: Radio Caracas Televisión (RCTV) C.A.
- Producida por: Radio Caracas Televisión C.A.
- Vice-Presidente de Dramáticos: José Simón Escalona
- Original de: Julio César Mármol
- Escrita por: Julio César Mármol, Julio César Mármol (hijo), Laura Bottome, Melida Cristina Mármol
- Producción Ejecutiva: Jhonny Pulido Mora
- Dirección General: Olegario Barrera
- Producción General: Hernando Faría
- Dirección de Arte: Rosa Helena Arcaya
- Dirección de Exteriores: Otto Rodríguez
- Producción de Exteriores: Jesús Carvajal
- Dirección de Fotografía: Rafael Marín
- Dirección de Fotografía Invitado: Rolando Loewestein
- Edición: Ray Suárez
- Música Incidental: Vinicio Ludovic
- Equipo de Producción: José Manuel Espiño, Yenny Morales, Oscar Chirinos
- Coordinador: José Luis Arcila Araujo
- Continuidad: Martha Rodríguez, Anaís Sánchez / Doris Lozada
- Escenografía: Elisete De Andrade
- Ambientación: Erika Fondis, Norly Montaguteli
- Diseño de Vestuario: Oscar Escobar
- Maquillaje: Tony Muñoz, Any Suárez
- Estilistas: Rosa Lara, Giovanna De Falco
- Realización de Estudio: Héctor Montilla
- Operador de Audio de Estudio: Julio Barrientos
- Camarógrafos de Estudio: Juan Sánchez, Alex Zamora, Jhonatan Nadale
- Operador de Video: Eudis Montes
- Camarógrafos de Exteriores: Félix Godoy y Hancel González
- Operador de Audio de Exteriores: Reinaldo Aubele
- Luminotécnico de Exteriores: Orlando Cartagena
- Técnico VTR en Exteriores: Rafael Araujo
- Plantero: Alexis Ortega
- Asesor Técnico de Sonido: Mario Nazoa
- Musicalización: Rómulo Gallegos
- Gerente de Contenidos Dramáticos: Juan Pablo Zamora
- Gerencia de Administración y Logística de Producción de Dramáticos: Antonio Crimaldi
- Gerencia de Post-Producción: Aura Guevara
- Gerente de Servicios a Producción: Fernando Ferreira
- Gerente de Logística: Ana Carolina Chávez